# En el nombre del padre (película de 1993)
En el nombre del padre (In the Name of the Father) es una película biográfica de drama  político, psicológico y judicial de 1993 coescrita y dirigida por Jim Sheridan. Se basa en la historia real de los Cuatro de Guildford, cuatro personas irlandesas  injustamente acusadas y falsamente condenadas, por las autoridades británicas, por los atentados con bombas en el pub de Guildford de 1974, en los que murieron cuatro soldados británicos fuera de servicio y un civil. Estas personas irlandesas, familiares y amigos, fueron obligadas a una falsa confesión usando la tortura física y psicológica por las autoridades inglesas, quienes negaron y ocultaron deliberadamente esos abusos. Constituyendo una pública vergüenza nacional e internacional, para el sistema de justicia británico. 
El guion de la película fue adaptado por Terry George y Jim Sheridan de la autobiografía de 1990 Proved Innocent: The Story of Gerry Conlon of the Guildford Four. 
El film fue aplaudido por la crítica, y tuvo siete candidaturas al Oscar, incluyendo Mejor Actor en un Papel Protagónico (Daniel Day-Lewis), Mejor Actor en un Papel Secundario (Pete Postlethwaite), Mejor Actriz en un Papel Secundario (Emma Thompson), Mejor Director y Mejor Película.

## Argumento
En 1974, un ladrón de poca monta de Belfast, Gerard "Gerry" Conlon (Daniel Day-Lewis), está robando plomo de los tejados cuando las fuerzas de seguridad entran con vehículos blindados y lo detienen, lo que provoca una revuelta en el barrio. Preocupado porque el IRA lo castigara por haber causado la revuelta, estos revelan a su padre Giuseppe Conlon (Pete Postlethwaite) que solo lo asustan para que no repita el delito. Luego es enviado a Londres por sus padres junto a su amigo Paul Hill para mantenerlo fuera de problemas. Allí busca a su amigo de la infancia Paddy Armstrong, el cual vive en una casa ocupada junto con Carole Richardson y otros jóvenes, y se quedarán una temporada con ellos para experimentar el amor libre y las drogas. Una noche Gerry y Hill se marchan de la casa, debido a una discusión con un joven que los odia por ser irlandeses, hablan en un parque con un vagabundo, roban dinero del piso de una prostituta y duermen en un hotel. Es en ese momento cuando una explosión en un pub de Guildford mata a cinco personas (cuatro soldados y un civil), y hiere a setenta y cuatro.
Conlon regresa a Belfast para compartir su botín. La casa de su familia es asaltada por el Ejército británico y la Gendarmería Real del Úlster, que lo detienen, e inmediatamente lo envían en un avión militar a Gran Bretaña. Gerry y Hill son interrogados por la policía, que los  torturan y amenazan hasta que ambos finalmente consienten en firmar una confesión tras haber estado detenidos durante siete días bajo la Ley de Prevención del Terrorismo.
La continuación de tan estrafalario montaje policial y de tan delirante investigación, dirigida por el inspector Robert Dixon (Corin Redgrave), un hombre sin escrúpulos que lleva a la detención incluso de la familia de Gerry en Londres, la familia Maguire (la tía de Gerry y su marido y sus primos), así como su padre, que había acudido a Londres para estar cerca de su hijo. En el expediente policial se incluyen pruebas manipuladas, entre ellas restos de nitroglicerina en los guantes de fregar de la tía de Gerry, e incluso el hallazgo de restos del mismo explosivo en las manos y la ropa de los primos de Gerry, unos adolescentes que no tienen relación con el IRA.
La culminación de toda la farsa tendrá lugar en un juicio-espectáculo en el que habrá abogados incompetentes, jueces predispuestos y policías perjuros y que terminará con la condena de todos los implicados a penas que van de los catorce años de cárcel a la cadena perpetua para Gerry y sus tres amigos (Paul Hill, Paddy Armstrong y Carole Richardson), a los que se conocerá a partir de entonces como los Cuatro de Guildford. Giuseppe también será condenado a 12 años, aunque, debido a sus problemas de salud, equivale prácticamente a morir en prisión. Estas condenas no se conmutarán ni cuando el auténtico responsable de los atentados se declara culpable de los mismos cuando es detenido por la policía. Las jerarquías policiales se dan cuenta entonces del crimen que han cometido, pero deciden ocultarlo por el escándalo que puede producirse.
La película se detiene a examinar las relaciones tortuosas entre Gerry y Giuseppe durante la larga estancia en la cárcel, la negación de Gerry de la realidad, su resignación y su caída en las drogas. Incluso el auténtico responsable de los atentados coincide en la misma prisión que Gerry y su padre, y el odio que a Gerry le genera, unido a la enfermedad de su padre, harán que se dedique a buscar una salida a su situación dentro de los cauces legales, ayudado por Gareth Peirce (Emma Thompson), una abogada que los ha visitado en la cárcel y que luchará con todas sus fuerzas por su causa. Tras largos años de lucha legal lograrán reabrir el caso y revertir la injusta situación después de 15 años en prisión. Pero para Giuseppe será tarde, puesto que morirá en la cárcel antes de que esto suceda. 
La película termina con un Gerry triunfante que revela su historia a los medios y proclama la inocencia de su padre. Las créditos muestran las actividades actuales de los Cuatro, la exoneración de los Siete Maguire, que la policía fue absuelta de cualquier delito y que los verdaderos autores del atentado de Guildford no han sido acusados del crimen.

## Reparto
- Daniel Day-Lewis - Gerry Conlon
- Pete Postlethwaite - Giuseppe Conlon
- Emma Thompson - Gareth Peirce
- John Lynch - Paul Hill
- Mark Sheppard - Paddy Armstrong
- Beatie Edney - Carole Richardson
- Don Baker - Joe McAndrew
- Corin Redgrave - Inspector Robert Dixon
- Gerard McSorley - Detective Pavis
- Frank Harper - Ronnie Smalls
- Jamie Harris - Deptford Jim
- Tom Wilkinson - Appeal Prosecutor

## Producción
Para prepararse para el papel de Gerry Conlon, Day-Lewis perdió más de 50 libras de peso. Para tener una idea de los pensamientos y sentimientos de Conlon en ese momento, Day-Lewis también pasó tres días y tres noches en una celda. Un grupo de matones le impidió dormir, que golpeaba la puerta cada diez minutos con tazas de hojalata durante la noche, luego fue interrogado por tres equipos diferentes de oficiales reales de la Brigada Especial durante nueve horas. También insistía en que los miembros de la tripulación le arrojaran agua fría y lo maltrataran verbalmente. También mantuvo su acento de Belfast dentro y fuera del set.
Day-Lewis ha declarado en una entrevista que pasó por todo esto como "¿Cómo podría entender cómo un hombre inocente podría firmar esa confesión y destruir su propia vida?". 

## Crítica
La película recibió críticas muy positivas de la mayoría de los críticos. Los sitios web del agregador de reseñas Rotten Tomatoes y Metacritic puntuaron la película muy alto, con Rotten Tomatoes otorgándole un 94% y una calificación de 'fresco certificado', mientras que Metacritic le ha otorgado un 84% y una calificación de 'aclamación universal'. 
La película fue la segunda película más taquillera de la historia en Irlanda detrás de Jurassic Park y la película irlandesa más taquillera que batió el récord establecido por The Commitments en 1991.

## Premios
| Premio                                                 | Categoría                                                        | Tema                   | Resultado     |
| ------------------------------------------------------ | ---------------------------------------------------------------- | ---------------------- | ------------- |
| Premios del Australian Film Institute                  | Mejor película extranjera                                        | Jim Sheridan           | Candidato     |
| Premios de la Academia                                 | Mejor película                                                   | Jim Sheridan           | Candidato     |
| Premios de la Academia                                 | Mejor director                                                   | Jim Sheridan           | Candidato     |
| Premios de la Academia                                 | Mejor guion adaptado                                             | Jim Sheridan           | Candidato     |
| Premios de la Academia                                 | Mejor guion adaptado                                             | Terry George           | Candidato     |
| Premios de la Academia                                 | Mejor actor                                                      | Daniel Day-Lewis       | Candidato     |
| Premios de la Academia                                 | Mejor actor de reparto                                           | Pete Postlethwaite     | Candidato     |
| Premios de la Academia                                 | Mejor actriz de soporte                                          | Emma Thompson          | Candidato     |
| Premios de la Academia                                 | Mejor montaje cinematográfico                                    | Gerry Hambling         | Candidato     |
| ACE Eddie                                              | Mejor largometraje editado: dramático                            | Gerry Hambling         | Candidato     |
| Premios BAFTA                                          | Mejor guion adaptado                                             | Jim Sheridan           | Candidato     |
| Premios BAFTA                                          | Mejor guion adaptado                                             | Terry George           | Candidato     |
| Premios BAFTA                                          | Mejor actor                                                      | Daniel Day-Lewis       | Candidato     |
| Festival Internacional de Cine de Berlín               | Oso de oro                                                       | Jim Sheridan           | Ganador       |
| Premio BSFC                                            | Mejor actor                                                      | Daniel Day-Lewis       | Ganador       |
| Premio DFWFCA                                          | La mejor película                                                | La mejor película      | Candidato     |
| Premios David di Donatello                             | Mejor actor extranjero                                           | Daniel Day-Lewis       | Candidato     |
| Premios David di Donatello                             | Mejor película extranjera                                        | Jim Sheridan           | Ganador       |
| Premio de Cine Europeo                                 | Película europea del año                                         | Jim Sheridan           | Candidato     |
| Premio Evening Standard de Cine Británico              | La mejor película                                                | Jim Sheridan           | Ganador       |
| Premios Globo de Oro                                   | Mejor Película - Drama                                           | Jim Sheridan           | Candidato     |
| Premios Globo de Oro                                   | Mejor actor en una película dramática                            | Daniel Day-Lewis       | Candidato     |
| Premios Globo de Oro                                   | Mejor Actriz de Reparto - Película                               | Emma Thompson          | Candidato     |
| Premios Globo de Oro                                   | Mejor Canción Original (" You Made Me the Thief of Your Heart ") | Bono                   | Candidato     |
| Premios Globo de Oro                                   | Mejor Canción Original (" You Made Me the Thief of Your Heart ") | Gavin viernes          | Candidato     |
| Premios Globo de Oro                                   | Mejor Canción Original (" You Made Me the Thief of Your Heart ") | Maurice Seezer         | Candidato     |
| Premio Humanitas                                       | Categoría de largometraje                                        | Terry George           | Candidato     |
| Premio Humanitas                                       | Categoría de largometraje                                        | Jim Sheridan           | Candidato     |
| Nastro d'Argento                                       | Cinta de plata europea                                           | Jim Sheridan           | Candidato     |
| Premios del Círculo de Críticos de Cine de Kansas City | Mejor actriz de soporte                                          | Emma Thompson          | Ganador       |
| Premio LAFCA                                           | Mejor actor                                                      | Daniel Day-Lewis       | Segundo lugar |
| Premio NBR                                             | Diez mejores películas                                           | Diez mejores películas | Ganador       |
| Premio NSFC                                            | Mejor actor                                                      | Daniel Day-Lewis       | Segundo lugar |
| Premio NYFCC                                           | Mejor actor                                                      | Daniel Day-Lewis       | 3.er puesto   |
| Premio PGA                                             | Mejor Película Teatral                                           | Jim Sheridan           | Candidato     |
| Premio PFS                                             | Exponer                                                          | Exponer                | Ganador       |
| Premio PFS                                             | Derechos humanos                                                 | Derechos humanos       | Candidato     |
| Premio PFS                                             | Paz                                                              | Paz                    | Candidato     |
| Premio WGA                                             | Mejor guion adaptado                                             | Jim Sheridan           | Candidato     |
| Premio WGA                                             | Mejor guion adaptado                                             | Terry George           | Candidato     |